# Pennaraptors
Els pennaraptors (Pennaraptora) són un clade de dinosaures que es defineix com a l'últim avantpassat comú d'Oviraptor philoceratops, Deinonychus antirrhopus i Passer domesticus (el pardal) i tots els seus descendents. L'animal més primitiu que es classifica amb certesa en aquest clade és Anchiornis, del Juràssic superior (fa uns 160 milions d'anys) de la Xina.